# Srednja Slatina
Srednja Slatina är ett samhälle i Bosnien och Hercegovina.   Det ligger i entiteten Republika Srpska, i den nordöstra delen av landet, 120 km norr om huvudstaden Sarajevo. Srednja Slatina ligger 90 meter över havet och antalet invånare är 673.
Terrängen runt Srednja Slatina är platt. Närmaste större samhälle är Gradačac, 8,8 km sydväst om Srednja Slatina.
Trakten runt Srednja Slatina består till största delen av jordbruksmark. Runt Srednja Slatina är det ganska tätbefolkat, med 124 invånare per kvadratkilometer.